# Wencke Myhre (Album)
Wencke Myhre ist das erste deutschsprachige Musikalbum der gleichnamigen norwegischen Sängerin Wencke Myhre. Arrangeur und Dirigent der Studioproduktion war James Last. Das Album erschien 1966 als Langspielplatte auf dem Label Polydor (Bestellnummer: 249 100). Im gleichen Jahr wurde der Titel Einsamer Boy als B-Seite der Single Wer hat ihn geseh’n? veröffentlicht. 1967 folgte noch die Auskopplung Keine Post von dir / Alle Männer, alle. Das komplette Album wurde im Juli 2010 erstmals auf CD wiederveröffentlicht.

## Entstehungsgeschichte

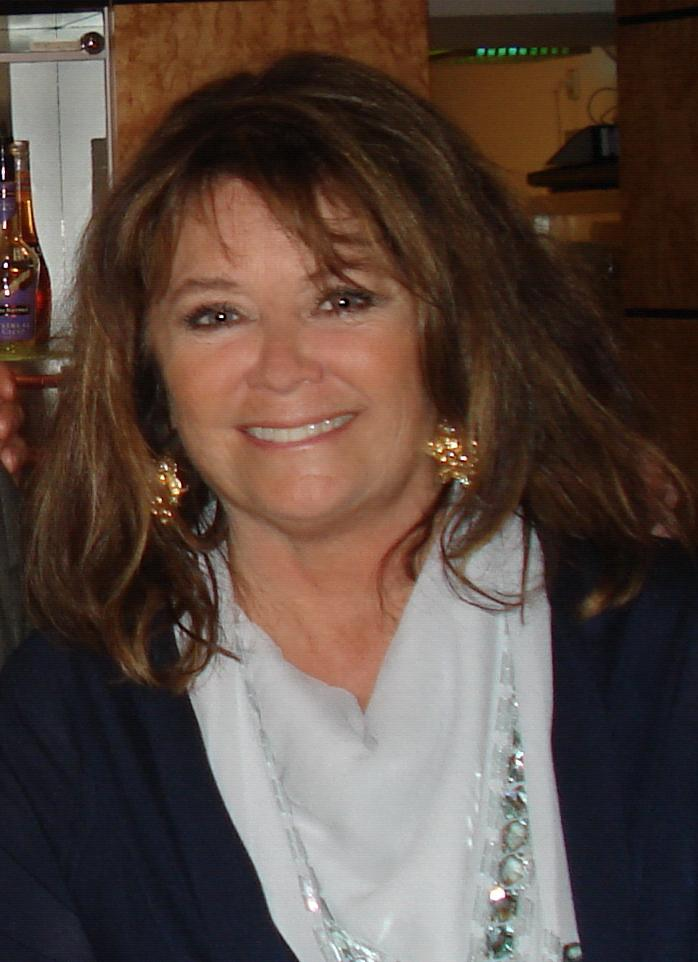
Wencke Myhre, 2009

Wencke Myhre war seit 1963 regelmäßig in den norwegischen Hitparaden vertreten. Daneben hatte sie in ihrem Heimatland 1964 und 1965 bereits zwei Langspielplatten aufgenommen. Seit 1964 veröffentlichte das Label Polydor Singles der jungen Künstlerin in deutscher Sprache. Ihren Durchbruch auf dem deutschsprachigen Musikmarkt hatte sie mit dem Titel Sprich nicht drüber, der auf dem zweiten Platz der Deutschen Schlager-Festspiele 1965 landete. Beim gleichen Wettbewerb des Folgejahres wurde Myhre mit dem Schlager Beiß nicht gleich in jeden Apfel Siegerin. Damit entwickelte sich die Skandinavierin neben Roy Black zum erfolgreichsten deutschsprachigen Interpreten der Plattenfirma Polydor, die Mitte der 1960er Jahre aufgrund der Beat-Welle mit dem schrumpfenden Marktanteil heimischer Musikproduktionen zu kämpfen hatte.
Parallel dazu wuchs die Bedeutung der Langspielplatte, die bisher vor allem als Medium für Instrumentalmusik wahrgenommen wurde. Immer mehr Interpreten aus dem Bereich der Popmusik schufen ab den 1960er Jahren neben Singles, dem damals auflagenstärksten Tonträger, zum Teil aufwendige Konzeptalben. Für das deutschsprachige Debütalbum seines Nachwuchsstars Wencke Myhre entschied sich Musikproduzent Bobby Schmidt für eine bewährte Zusammenarbeit mit dem Orchesterleiter, Komponisten und Arrangeur James Last, der mit seinem Happy Sound gerade zum international erfolgreichen Bandleader avancierte.
Die Aufnahmen der 13 neuen Tracks fanden 1966 im Studio der Deutschen Grammophon in Hamburg-Rahlstedt statt. Toningenieur war Peter Klemt. Die B-Seite der im gleichen Jahr veröffentlichten Single Wer hat ihn geseh’n? / Einsamer Boy kam auf speziellen Wunsch Myhres als zusätzlicher Titel auf das Album. Musikalisch orientierten sich die Kompositionen und Arrangements der Schlager an damals aktueller Popmusik und Easy Listening. Die enthaltenen Titel waren fast ausnahmslos Produkte von seinerzeit erfolgreichen Schlagerkomponisten wie Hans Blum, aus dessen Feder bereits der Hit Beiß nicht gleich in jeden Apfel stammte. Unter dem Pseudonym Peter Zeeden, der 1969 den Erfolg Er steht im Tor schrieb, steuerte Produzent Bobby Schmidt zwei Titel bei. Mit Einmal eins… (Original von Jackie Trent: Love is Me, Love is You, Musik: Tony Hatch) befand sich auch eine eingedeutschte Coverversion eines ursprünglich britischen Poptitels auf dem Album. James Last komponierte drei Stücke, darunter Keine Post von Dir, das 1967 als Single ausgekoppelt wurde. In den Liner Notes der Erstveröffentlichung merkte Wencke Myhre an: „Besonders viel Spaß hatten wir bei dem zuletzt aufgenommenen Titel „Ich schau’ Dich an“.“ Beim letzten Titel, Ola, Ola min eigen unge, handelt es sich um eine norwegische Volksweise. Sie erzählt von einem einsamen Mädchen, das von ihrem Jungen („Ola“) verlassen wurde.
Nach dem Vorbild der erfolgreichen Langspielplatte Roy Black (Produzent: Hans Bertram), deren Cover ebenfalls ein Ganzkörperportrait und die Unterschrift des Künstlers zeigte, kam das Musikalbum 1966 in den Handel. 2008 sagte Myhre über die Zusammenarbeit mit ihrem damaligen Produzenten Bobby Schmidt und dem Texter Hans Bradtke: „Das war ein tolles Team für mich, die haben mehrere Songs für mich gemacht. Dann kam ich auch mit James Last zusammen. Der hat auch meine ersten Platten gemacht, hat sie arrangiert. Es war einfach ein fantastisches Team.“

## Titelliste
1. Keine Post von Dir – 2:49 (Musik: James Last / Text: Günter Loose)
2. Mein Herz hat ja gesagt – 2:43 (Musik: Welker / Text: Rüger)
3. Einmal eins… – 1:57 (Original: Jackie Trent: Love is Me, Love is You; Musik: Tony Hatch / Text: Carl Ulrich Blecher)
4. Einsamer Boy – 3:08 (Musik: Ralf Olivar / Text: Kurt Hertha)
5. Mañana, Mañana (nach Copacabana geh’ ich) – 2:47 (Musik: Ralf Olivar / Text: Carl Ulrich Blecher)
6. Vergessen und vergeben – 3:15 (Musik: James Last / Text: Günter Loose)
7. Ich schau Dich an – 2:45 (Musik: Peter Zeeden / Text: Ernst Bader)
8. Alle Männer alle – 2:53 (Musik: Peter Zeeden / Text: Hans Bradtke)
9. Sage mir, warum das Glück vergeht – 2:42 (Musik: James Last / Text: Jules Verard)
10. Er hat mich wirklich lieb – 2:01 (Musik: Rosemeier / Text: Joe Menke)
11. Das hat er aus Liebe getan – 2:34 (Musik: Drexler / Text: Kurt Hertha)
12. Vor lauter Freude, vor lauter Tränen – 2:33 (Musik: Hans Blum / Text: Kurt Hertha)
13. Wie gern wär’ ich jetzt bei dir – 2:06 (Musik und Text: Philipp)
14. Ola, Ola min eigen unge – 2:49 (Norwegische Volksweise / bearb.: Peter Zeeden)